# Теодору, Димитрис
Димитрис Теодору (греч. Δημήτρης Θεοδώρου; 10 сентября 1997) — кипрский футболист, нападающий клуба АПОЭЛ, выступающий на правах аренды за «Кармиотиссу», и сборной Кипра.

## Клубная карьера
Дебютировал во взрослом футболу в 2013 году в клубе из второго дивизиона «Омония» (Арадипу). В свой первый сезон на профессиональном уровне сыграл 8 матчей, а в дальнейшем стал одним из основных игроков «Омонии» и за 6 лет в клубе сыграл 130 матчей и забил 17 мячей. Летом 2019 года Теодору подписал контракт с клубом высшей лиги «Эносис». Дебютировал за новый клуб 26 августа в матче первого тура с клубом «Этникос» (3:4), в котором отыграл 55 минут.

## Карьера в сборной
В ноябре 2019 года Теодору был впервые вызван в состав сборной Кипра на заключительные матчи отборочного турнира чемпионата Европы 2020. Дебютировал за сборную Кипра 16 ноября в матче против Шотландии, в котором вышел на замену на 77-й минуте вместо Хараламбоса Кириаку.